# Laura (canción)
«Laura» es una canción de la banda de glam rock estadounidense Scissor Sisters y es el tema principal en su álbum debut homónimo (véase 2004 en música). Fue lanzado como el primer sencillo de la banda en octubre de 2003 en el Reino Unido, la colocación en la posición # 54 en la lista de sencillos del Reino Unido (véase 2003 en música británica). Más tarde fue reemitida el 7 de junio de 2004, llegando al puesto # 12 en el mismo gráfico (véase 2004 en música británica). 
En Australia, la canción ocupó el puesto número 58 de los 100 más calientes de 2004 de Triple J. 

## Listas de canciones

### Lanzamiento en Reino Unido
- 12" vinyl picture disc (9812787), CD (9812788)

1. «Laura» – 3:36
2. «Laura» (City Hi-Fi vocal mix) – 4:24
3. «Available (For You)» – 3:40
4. «Laura» (music video - CD only)

### Relanzamiento en Reino Unido
1. «Laura» – 3:36
2. «Laura» (a cappella) – 3:36
3. «Laura» (Paper Faces remix) – 7:49

- Sencillo en CD (9866832)

1. «Laura» – 3:36
2. «Laura» (Craig C.'s Vocal Dub Workout)

- Maxisencillo (9866833)

1. «Laura» – 3:36
2. «Borrowed Time»
3. «Laura» (Riton Re-Rub)
4. «Laura» (music video)
5. «Take Your Mama» (music video)

## Curiosidades
- La canción fue utilizada en el comercial de televisión norteamericana del Buick Encore en 2013.
- La canción es similar es la melodía de ...Baby One More Time de Britney Spears y tema central de la serie animada chilena Diego y Glot.

## Listas de la popularidad
| Listas (2003)                             | Mejor posición |
| ----------------------------------------- | -------------- |
| Reino Unido (The Official Charts Company) | 54             |
| Listas (2004)                             | Mejor posición |
| Reino Unido (The Official Charts Company) | 12             |